# Ephistemus reitteri
Ephistemus reitteri é uma espécie de insetos coleópteros polífagos pertencente à família Cryptophagidae.
A autoridade científica da espécie é Casey, tendo sido descrita no ano de 1900.
Trata-se de uma espécie presente no território português.